# Rodrigo Mudrovitsch
Rodrigo Mudrovitsch es un jurista y abogado brasileño egresado de la Universidad de Brasilia. Es socio fundador del despacho de abogados Mudrovitsch Advogados  y fue elegido para el cargo de juez de la Corte Interamericana de Derechos Humanos en 2021 para el período 2022 a 2027. 
En 2023, fue elegido Vicepresidente de la Corte Interamericana para un período de dos años: de enero de 2024 a diciembre de 2025.  

## Carrera

### Capacitación
Rodrigo Mudrovitsch se licenció en Derecho en la Universidad de Brasilia, donde también realizó una maestría en Derecho Constitucional . Posteriormente, en la Universidad de São Paulo (USP), se graduó como doctor en Derecho Constitucional en el Departamento de Derecho del Estado.

### Colaboraciones con la Legislatura
Se desempeñó como Secretario General de la Comisión de Juristas creada por el entonces Presidente de la Cámara de Diputados, encargada de sistematizar las normas del proceso constitucional. Asimismo, integró la Comisión de Juristas de la Cámara de Diputados constituida para la elaboración de un anteproyecto de reforma de la Ley de Improbidad Administrativa. 
Mudrovitsch fue designado para la comisión de juristas encargada de revisar y actualizar el Código Civil brasileño.  Creada por el Senado en septiembre de 2023, la comisión está presidida por el ministro Luis Felipe Salomão, del Tribunal Superior de Justicia, y cuenta con 34 miembros. El trabajo de la comisión se divide en áreas, que se distribuyen entre los juristas. Rodrigo Mudrovitsch fue el encargado de informar sobre la Parte General del nuevo Código Civil .

### Corte Interamericana de Derechos Humanos

#### 2020

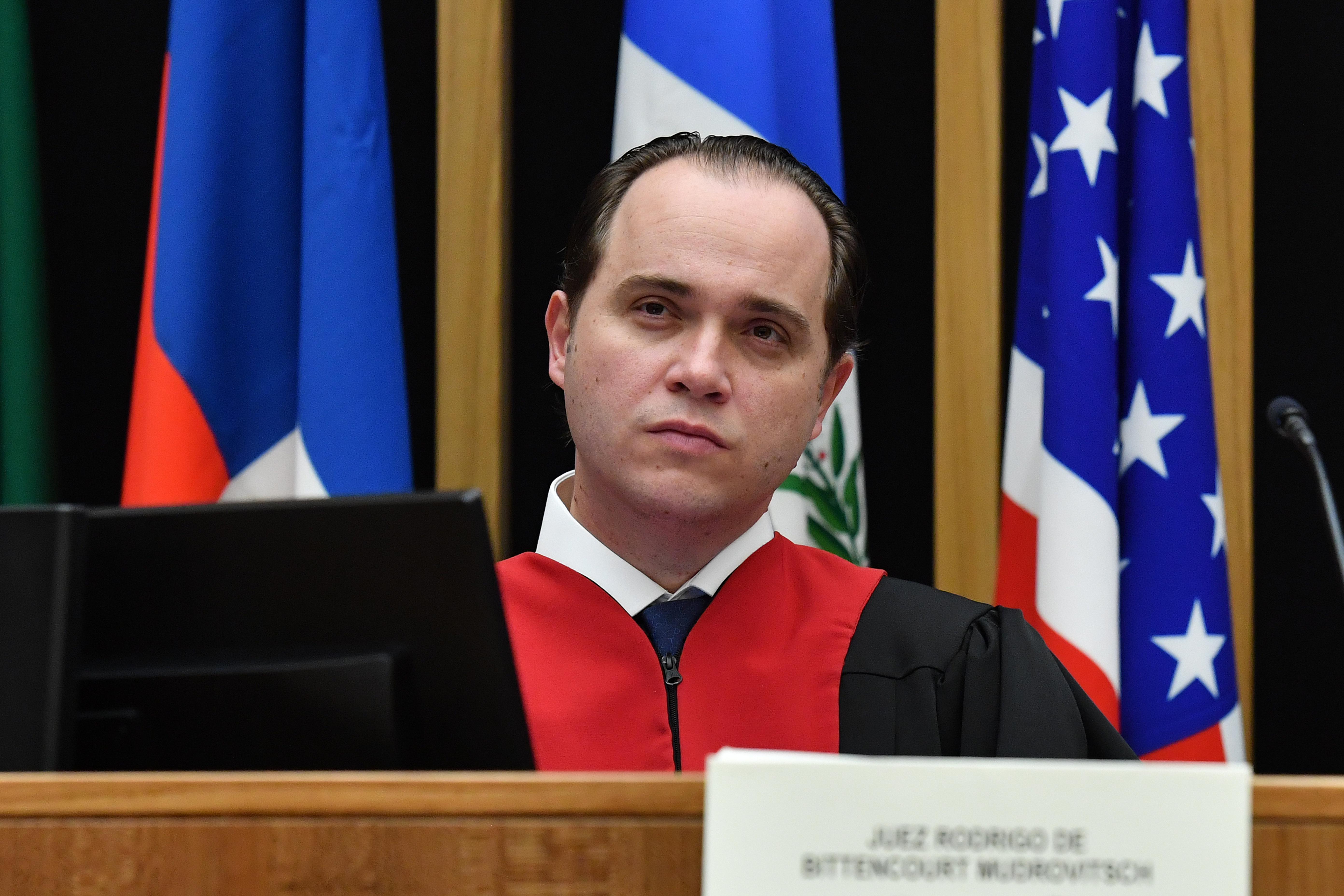
Rodrigo Mudrovitsch en la audiencia pública del 150 Período Ordinario de Sesiones de la Corte Interamericana de Derechos Humanos.

En diciembre de 2020, fue nominado a la Corte Interamericana de Derechos Humanos (CIDH). La candidatura recibió 19 cartas de apoyo de entidades brasileñas, como la Presidencia del Senado, la Asociación de Magistrados de Brasil (AMB) y la Orden de Abogados de Brasil (OAB). 

#### 2021

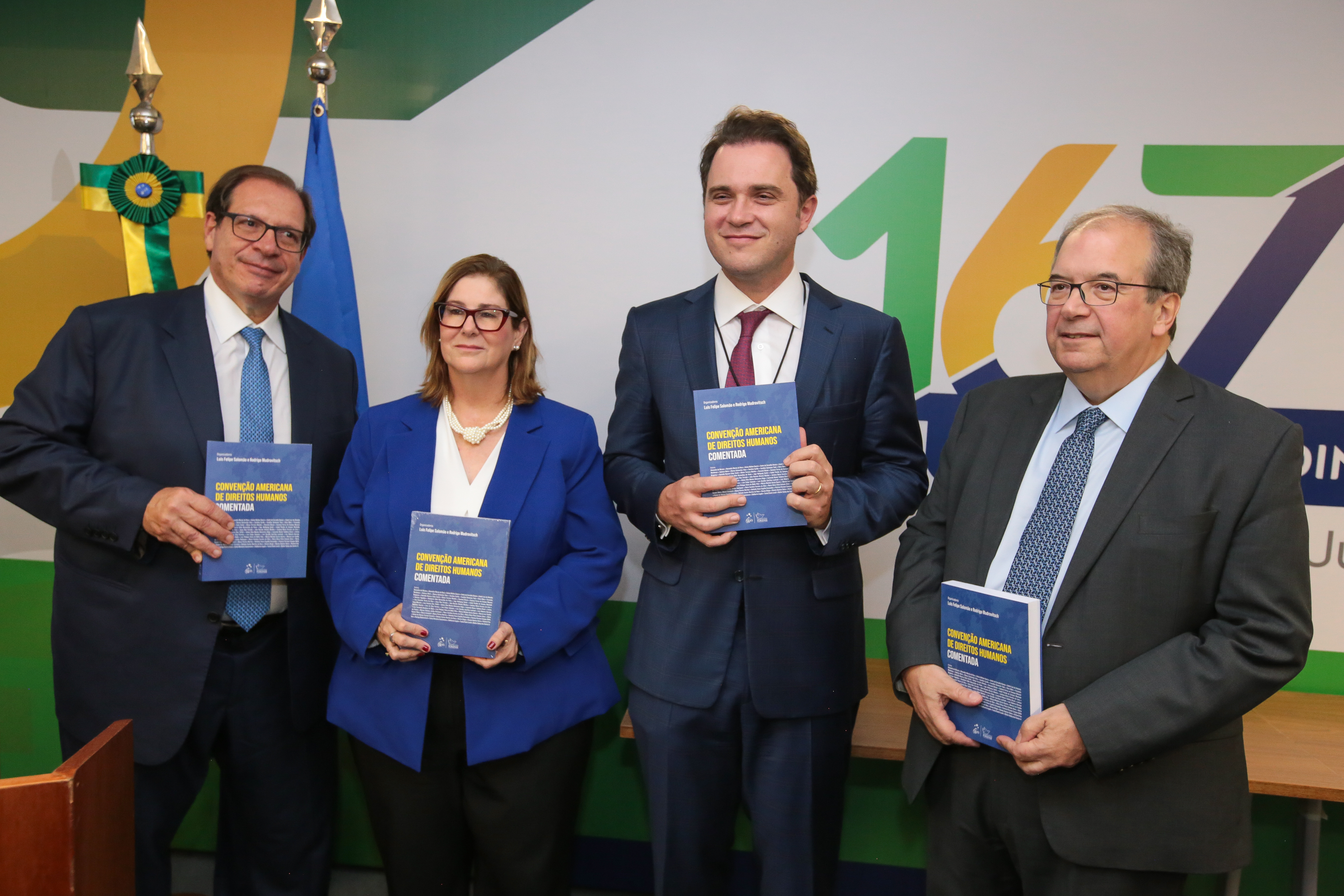
Rodrigo Mudrovitsch durante la sesión inaugural del 167º Período Ordinario de Sesiones de la Corte Interamericana de Derechos Humanos

El 12 de noviembre de 2021, a la edad de 36 años, fue elegido en la Asamblea de la Organización de los Estados Americanos (OEA), con 19 votos a favor, entre los 24 Estados partes de la Convención Americana sobre Derechos Humanos, para un período de 6 años en la Corte Interamericana de Derechos Humanos.   Esta elección fue considerada la más disputada en la historia de la Corte, con un total de nueve candidaturas, de las cuales dos fueron retiradas durante el transcurso de la campaña. Rodrigo Mudrovitsch se convirtió en la segunda persona más joven en ser electa juez de la Corte Interamericana.

#### 2023
En noviembre de 2023, Mudrovitsch fue elegido por sus colegas como Vicepresidente de la Corte. Su mandato, al igual que el de la nueva presidenta, Nancy Hernández, se extiende desde el 1 de enero de 2024 hasta diciembre de 2025. 

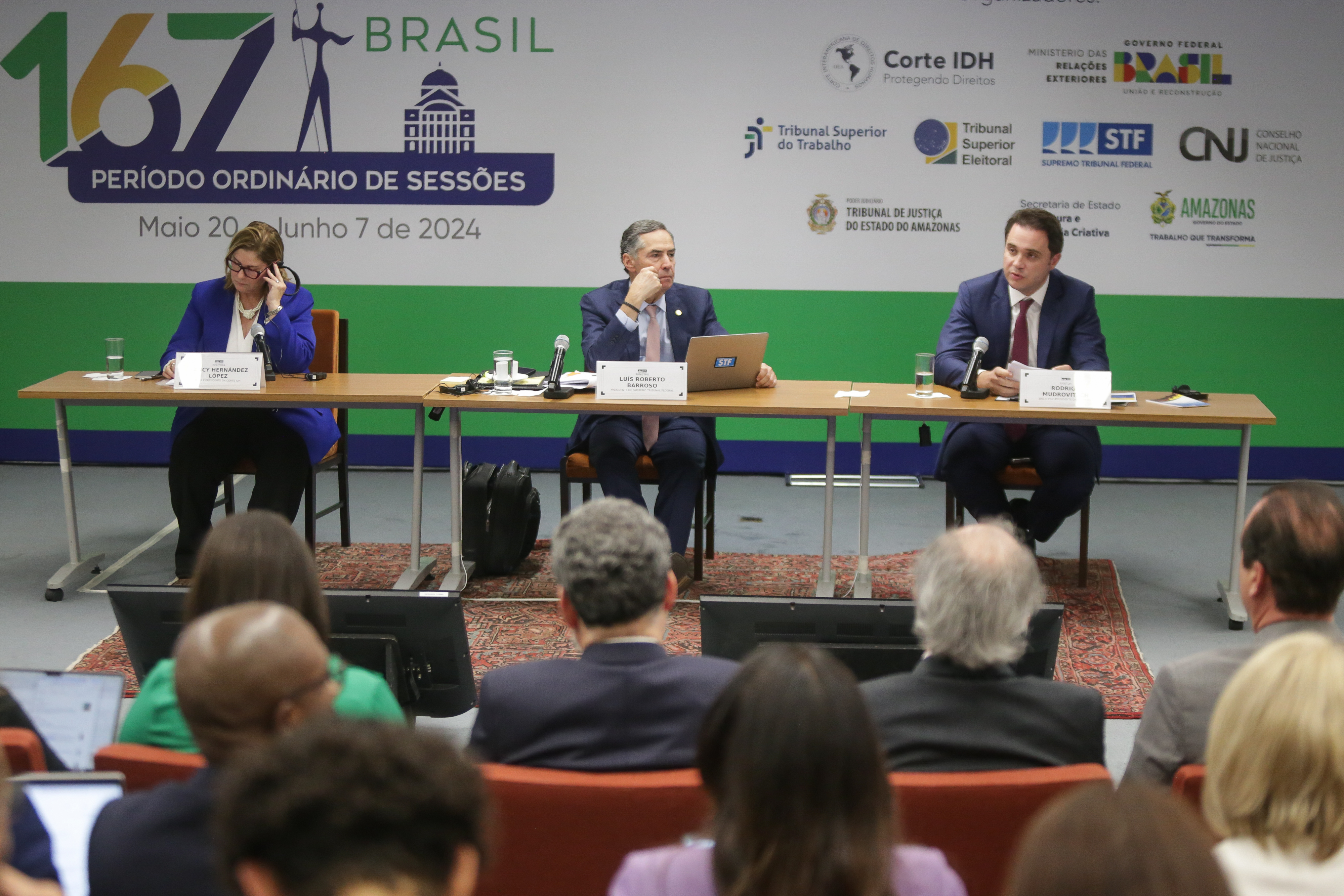
Rodrigo Mudrovitsch durante la sesión inaugural del 167º Período Ordinario de Sesiones de la Corte Interamericana de Derechos Humanos

#### Casos
Desde su nombramiento, Mudrovitsch ha participado en el juicio de decenas de casos. En casos paradigmáticos, redactó votos adicionales  individualmente o en conjunto con otros jueces, en sentencias relevantes de la Corte Interamericana sobre una amplia gama de temas, tales como:
- La protección de la libertad de expresión (casos Moya Chacón vs. Costa Rica y Baraona Bray vs. Chile y Viteri Ungaretti vs. Ecuador), [19]
- Derechos de los pueblos indígenas (Comunidad Maya Q'eqchi vs. Guatemala,[20] Comunidad Garífuna San Juan vs. Honduras,[21] Pueblo U'wa vs. Colombia,[22] y Pueblos Rama y Kriol vs. Nicaragua [23] )
- El deber de investigar, sancionar y castigar los crímenes de lesa humanidad, como la desaparición forzada y la tortura (Vega González vs. Chile,[24] Ubaté y Bogotá vs. Colombia,[25] Aguas Acosta vs. Ecuador [26] )
- Protección de las garantías judiciales (caso Reyes Mantilla vs. Ecuador [27] )
- Legalidad en el derecho penal (Huilcaman Pailama vs. Chile [28] )
- La afirmación de los derechos económicos, sociales, culturales y ambientales (casos Guevara Díaz vs. Costa Rica [29] y Benites Cabrera vs. Perú,[30] SUTECASA vs. Perú [31] ),
- Protección ambiental (Comunidad La Oroya vs. Perú [32] ),
- La garantía de la independencia judicial (casos Aguinaga Aillón vs. Ecuador, Cajahuanca Vásquez vs. Perú [33] y Gutiérrez Navas vs. Honduras [34] ),
- La inviolabilidad del domicilio (caso Valencia Campos vs. Bolivia [35] ),
- Lucha contra la violencia contra las mujeres ( Caso Angulo Losada vs. Bolivia y Carrión González vs. Nicaragua [36] )
- El derecho a la autodeterminación informativa y la protección de los defensores de derechos humanos ( CAJAR vs. Colombia [37] ),
- Derechos de los niños ( Córdoba vs. Paraguay )
- La protección de los derechos a la igualdad y no discriminación en relación con los extranjeros (caso Hendrix vs Guatemala [38] ).
- Derechos políticos y electorales (Capriles vs. Venezuela [39] y Gadea Mantilla vs. Nicaragua [40] )
- El derecho a un proyecto de vida (caso Pérez Lucas vs. Guatemala [41] )

## Lista de obras
- 2024 – Convenção Americana de Direitos Humanos Comentada, Editora Gen/Forense, En coautoría con varios autores, coordinado junto con Luis Felipe Salomão, ISBN 9788530995003 [42]
- 2023 - Lei Anticorrupção em Debate - Balanço de seus 10 Anos - Biblioteca IDP, Editorial Juruá, en coautoría con Giuseppe Giamundo Neto y Roberto Ricomini Piccelli, ISBN 9786526306192 [43]
- 2022 - Lei de Improbidade Administrativa Comentada, Editorial Lumen Juris, en coautoría con Guilherme Pupe Da Nóbrega, ISBN 9788551919088 [44]
- 2021 - Comentários À Lei De Improbidade Administrativa E Ao Projeto De Sua Reforma, Editora Lumen Juris, en coautoría con Guilherme Pupe Da Nóbrega, ISBN 9786555107593 [45]
- 2020 - Questões Jurídicas Atuais sob Novas Perspectivas, Editora Lumen Juris, en coautoría con Guilherme Pupe Da Nóbrega, ISBN 9786555100266 [46]
- 2018 – Democracia e Governo Representativo no Brasil, Editora Lumen Juris, ISBN 9788551909874 [47]
- 2017 – Assembleia Nacional Constituinte de 1987-1988: Análise crítica, Editora Saraiva Jur, Coautoría con varios autores, coordinada con Gilmar Ferreira Mendes, ISBN 97885472-06321 [48]
- 2016 - Jurisdição constitucional, Editorial Saraiva Jur, Coautoría de varios autores Compilado por Rodrigo Bittencourt Mudrovitsch, Jorge Octávio Lavocat Galvão y Gilmar Ferreira Mendes, ISBN 9788547206352 [49]
- 2016 - Manual dos Direitos da Pessoa Idosa, Editorial Saraiva Jur, en coautoría con George Salomão Leite, Gilmar Ferreira Mendes y Glauco Salomão Leite, ISBN 9788547212223 [50]
- 2014 - Desentrincheiramento da Jurisdição Constitucional, Editora Saraiva Jur, ISBN 9788502230521 [51]